# Muscolo sopraspinato
Il muscolo sopraspinato, anche noto come sovraspinato o sovraspinoso è un muscolo della spalla di forma piramidale.
Origina dalla fossa sopraspinata, al di sopra della spina della scapola e va a inserirsi alla faccetta superiore del tubercolo maggiore dell'omero, passando inferiormente all'acromion.
Come gli altri muscoli della cuffia dei rotatori collabora alla stabilizzazione dell'articolazione scapolo-omerale.
Il muscolo sopraspinato è innervato dal nervo soprascapolare ed è irrorato dall'arteria omonima.

## Azione
La sua azione principale è quella di abdurre l'omero soprattutto nei primi gradi del suo movimento. Ha anche il ruolo di flessore del braccio in particolar modo da intrarotato, e una debole funzione di extrarotatore.